# Rojnik morfeusz
Rojnik morfeusz (Heteropterus morpheus) – motyl dzienny z rodziny powszelatkowatych (Hesperiidae). Zamieszkuje wschodnią, środkową Europę oraz teren od Rosji po Koreę. W Polsce nieliczny, choć zaobserwowano wzrost populacji, występuje we wschodniej i zachodniej Polsce.

## Występowanie
Spotykany od Pirenejów przez wschodnią i środkową Europę, Syberię i Koreę. W Polsce zamieszkuje wschodnią, południowo-wschodnią i północno-wschodnią Polskę oraz całą zachodnią Polskę - od Bielska-Białej, przez Wrocław, Poznań, aż do Szczecina.

## Wygląd i stadia rozwojowe

### Motyl
Rozpiętość skrzydeł: 32–36 mm
Wierzch skrzydeł czarny, z przodu przedniego skrzydła kilka drobnych, nieregularnych żółtych plamek (u niektórych osobników może być ich więcej i mogą być wyraźniejsze). Spód żółty z trzema rzędami białych, owalnych plamek w czarnych obwódkach. 

#### Lot
Lot charakterystyczny, podskakujący.

### Jajo
Białe, półkuliste, delikatnie spłaszczone z lekkim żeberkowaniem (wgłębienia w chorionie - powierzchni jaja).

### Gąsienica
Jasnozielona, na bokach białawe kreski i ciemnozielona linia na grzbiecie. Czarna lub czarnobrunatna głowa z żółtymi paskami.

### Poczwarka
Jasnozielona, wysmukła z białymi pasami po bokach i ciemnozieloną linią na grzbiecie. Głowa z dużym kolcem.

## Tryb życia
Pojawia się w jednym pokoleniu, od 2 dekady czerwca do 3 dekady sierpnia.  Jaja składane są pojedynczo lub w małych grupach na wierzchu rośliny pokarmowej. Gąsienica żyje na trzcinniku lancetowatym, trzęślicy modrej i trzcinie, z czego preferuje nasadę blaszki liściowej. Przebywa ona w rurkowatym oprzędzie w zwiniętym liściu, w którym przepoczwarza się na wiosnę. Dorosły osobnik odwiedza bagienne rośliny np. ostrożenia błotnego, miętę nadwodną, sadźca konopiastego i bukwicę lekarską. Przebywa też na wilgotnej glebie.

### Biotop
Torfowiska niskie, podmokłe łąki trzęślicowe, wilgotne polany i przydroża w olsach oraz trzcinowiska i turzycowiska.

## Ochrona i zagrożenia
W Polsce gatunek ten nie jest zagrożony, a w ostatnich latach zaobserwowano nawet wzrost populacji. Mimo to zagrożone są środowiska jego występowania. Żeby utrzymać gatunek, konieczna jest ochrona środowisk bagiennych. W Czerwonej Liście Zwierząt Ginących i Zagrożonych w Polsce gatunek jest uznawany za bliski zagrożenia - NT (Near threatened).